# Antoni D'Ocon
Antoni D'Ocon (n. Barcelona, 1958) es un director de cine, productor de televisión y guionista español, ganador de un premio Gaudí a la mejor película de animación por Scruff: Una Navidad sin Papá Noel.

## Carrera
Fundó D'Ocon Films en 1976 y comenzó haciendo ficción hasta que a mediados de los años 1980 se puso en contacto con un equipo dedicado a los títeres, con el que hizo un cortometraje que posteriormente se convertiría en una serie infantil de televisión llamada El mágico mundo del mágico Bruffi. Esta experiencia lo condujo más tarde a crear la popular serie de televisión infantil Los Aurones. Su productora es responsable de un gran número de series de dibujos animados, como Los Fruittis, Enigma o Delfy y sus amigos.
La primera serie animada de televisión de la que se hizo cargo fue Los Fruittis, conformada por 91 capítulos de media hora de duración cada uno. La serie tuvo mucho éxito y fue vendida a varios países de todo el mundo. A partir de entonces, varias producciones de D'Ocon Films fueron también emitidas en canales de televisión extranjeros como BBC, TF1, M6, Fox Family Channel, ZDF, RTVE, Antena 3 y RAI.
Bajo la dirección de Antoni D'Ocon, las oficinas centrales de D'Ocon Films , ubicadas en Barcelona, llegaron a ocupar más de 100 profesionales del mundo audiovisual. Sin embargo, a partir de 2008, la empresa comenzó a presentar pérdidas debido a una disminución del negocio provocada por el progresivo incremento de las importaciones de series de animación del Japón y de los Estados Unidos por parte de los canales de televisión y, a principios de 2012, declaró en suspensión de pagos y cerró. La distribuidora catalana Motion Pictures adquirió los derechos de explotación de numerosas series, entre ellas la popular Scruff, conocida en Cataluña como Rovelló, de la cual se emitieron 105 capítulos y se produjeron seis exitosas películas.

## Filmografía seleccionada

### Como director
- 1990: Los Fruittis (serie infantil de televisión)
- 1992: Delfy y sus amigos (serie infantil de televisión)
- 1993: Junior and the Bathroom Door
- 1994: Junior Dies Hard
- 1994: Junior and the Camp
- 1994: Governing Principal
- 1994: Junior and the Science Fair
- 1993-1994: Problem Child (serie infantil de televisión)
- 2000-2007: Scruff (serie infantil de televisión y saga de cine animado)
- 2002: Fix and Foxi (serie infantil de televisión)
- 2010: Enermanos (serie infantil de televisión)

### Como guionista
- 1990: Los Fruittis
- 1992: Delfy y sus amigos
- 2000-2007: Scruff (serie infantil de televisión y saga de cine animado)

### Como productor
- 1983: La magia en Cataluña (cortometraje)
- 1983: Como un adiós
- 1984: Noticias de ayer (cortometraje)
- 1987: Los Aurones (serie infantil de televisión)
- 1990: Los Fruittis (serie infantil de televisión)
- 1992: Delfy y sus amigos (serie infantil de televisión)
- 1993: Spirou (serie infantil de televisión), productor asociado
- 1993: Junior and the Bathroom Door, supervisor de producción
- 1994: Junior Dies Hard, supervisor de producción
- 1994: Junior and the Camp, supervisor de producción
- 1994: Governing Principal, supervisor de producción
- 1994: Junior and the Science Fair, supervisor de producción
- 1993-1994: Problem Child (serie infantil de televisión), supervisor de producción
- 1997: Enigma (serie infantil de televisión)
- 1997: Aprendices de Bruja (serie infantil de televisión)
- 2000-2007: Scruff (serie infantil de televisión y saga de cine animado)
- 2001: Fracasse (película de televisión), coproductor
- 2002: Fix and Foxi (serie infantil de televisión)
- 2003: La Mari (miniserie infantil de televisión), productor asociado